# Alfred Sternickel
Theodor Alfred Sternickel (geboren am 27. September 1825 in Eupen; gestorben am 14. Februar 1894 ebenda) war ein preußischer Verwaltungsbeamter und Landrat des Kreises Eupen.

## Werdegang
Als Sohn des Tuchfabrikanten Christian Bernhard Sternickel (1780–1855) und dessen Ehefrau Elisabeth Sternickel, geborene Gülcher erhielt der Protestant Alfred Sternickel zunächst Hausunterricht, bevor er an die Stadtschule in Eupen und in der Folge an die Höhere Bürger- und Realschule in Elberfeld und zuletzt das Realgymnasium in Aachen wechselte, das er im Herbst 1842 mit Ablegung der Reifeprüfung verließ. Im Anschluss gehörte Sternickel als Einjährig-Freiwilliger dem 7. Ulanen-Regiment in Bonn an, ehe er in das väterliche Unternehmen wechselte. Im Jahr 1861 trat er aus dem Unternehmen aus.
Mit der Wahl zum 2. Kreisdeputierten in Eupen, am 9. September 1867 trat Alfred Sternickel sein erstes öffentliches Amt an. In der Nachfolge seines früh verstorbenen Schwagers Edwin Gülcher folgte am 14. Februar 1871 per Erlass die zunächst nur kommissarische Ernennung Sternickels zum Landrat des Kreises Eupen. Am darauffolgenden 23. Februar übernahm er die Amtsgeschäfte, während die definitive Bestallung mittels Allerhöchster Kabinettsorder vom 20. September 1871 erging. Sternickel wurde dabei wie zuvor Edwin Gülcher von der einschlägigen Prüfung zur Befähigung entbunden. Die formelle Amtseinführung erfolgte einen Monat später, am 23. Oktober 1871.
Alfred Sternickel ging zum 1. Dezember 1883 in den Ruhestand. Zuvor hatte er am 24. September und 10. Oktober Gesuche sein Ausscheiden betreffend eingereicht, die mit Dimissoriale vom 18. November angenommen wurden. Sternickel fungierte von 1871 bis 1893 zugleich auch als Kommissar für die Verwaltung von Neutral-Moresnet.
Alfred Sternickel blieb unverheiratet. Seine Nachfolge als Landrat des Kreises Eupen trat 1883 sein Neffe Alfred Gülcher an. August von Reimann, der von 1837 bis 1849 den Kreis Eupen als Landrat verwaltete war durch seine Heirat mit Auguste, geborene Sternickel ebenfalls ein Schwager von Alfred Sternickel.